# 第83回全日本アイスホッケー選手権大会
第83回全日本アイスホッケー選手権大会（だい83かい ぜんにほんアイスホッケーせんしゅけんたいかい）は、2015年12月4日から12月6日まで、札幌市月寒体育館と札幌市美香保体育館で開催された全日本アイスホッケー選手権大会である。
日本製紙クレインズが優勝した(2年ぶり7回目)。
最優秀選手には決勝ゴールとダメ押し点を決めた日本製紙クレインズの上野拓紀が選ばれた。

## 出場チーム
出場チームは下記の8チーム
アジアリーグアイスホッケー 4チーム
- 日本製紙クレインズ
- 王子イーグルス
- 東北フリーブレイズ
- H.C.栃木日光アイスバックス

関東大学アイスホッケーリーグ戦 2チーム
- 明治大学
- 中央大学

関西学生アイスホッケーリーグ戦 1チーム
- 関西大学

第3回日本アイスホッケー連盟会長杯 優勝チーム
- 釧路厚生社アイスホッケークラブ

## 試合結果
1回戦　12月4日
| 時刻   | 試合結果                                | 会場   |
| ------ | --------------------------------------- | ------ |
| 13：00 | H.C.栃木日光アイスバックス 5-1 関西大学 | 月寒   |
| 13：00 | 中央大学 1-9 日本製紙クレインズ         | 美香保 |
| 16：00 | 王子イーグルス 7-1 明治大学             | 美香保 |
| 16：00 | 釧路厚生社IHC 0-10 東北フリーブレイズ   | 月寒   |

準決勝　12月5日
| 時刻   | 試合結果                                          | 会場 |
| ------ | ------------------------------------------------- | ---- |
| 12：00 | H.C.栃木日光アイスバックス 2-3 日本製紙クレインズ | 月寒 |
| 15：00 | 王子イーグルス 3-1 東北フリーブレイズ             | 月寒 |

3位決定戦　12月6日
| 時刻   | 試合結果                                          | 会場 |
| ------ | ------------------------------------------------- | ---- |
| 12：00 | H.C.栃木日光アイスバックス 3-5 東北フリーブレイズ | 月寒 |

決勝　12月6日
| 時刻   | 試合結果                              | 会場 |
| ------ | ------------------------------------- | ---- |
| 15：00 | 日本製紙クレインズ 6-4 王子イーグルス | 月寒 |

## 表彰
| 部門       | 受賞者   | 所属               |
| 最優秀選手 | 上野拓紀 | 日本製紙クレインズ |

上野は前年に引き続き2年連続の受賞(ただし前年所属はH.C.栃木日光アイスバックス)。